# Suctobelbella lineata
Suctobelbella lineata är en kvalsterart som först beskrevs av Balogh 1970.  Suctobelbella lineata ingår i släktet Suctobelbella och familjen Suctobelbidae. Inga underarter finns listade i Catalogue of Life.